# Układ CRT
Układ CRT (od ang. Continuous Regeneration Trap) – zintegrowany układ łączący utleniający reaktor katalityczny z filtrem cząstek stałych. Jego zastosowanie w układzie wydechowym silnika Diesla umożliwia znaczną redukcję emisji toksycznych składników spalin.

## Zasada działania
Spaliny najpierw przepływają przez ceramiczny wkład reaktora katalitycznego utleniającego, w których zachodzą reakcje utleniania tlenku węgla, węglowodorów, jak również tlenku azotu NO do dwutlenku azotu NO2, który jest niezbędny w procesie samooczyszczania ceramicznego filtra cząstek stałych, znajdującego się w drugiej części układu CRT.
Filtr cząstek stałych ma postać układu równoległych kanałów prostopadłościennych, z których połowa jest zaślepiona po stronie wlotu filtra, zaś druga połowa po stronie wylotu, przy czym układ zaślepek tworzy wzór szachownicy. W ten sposób każdy kanał otwarty od strony wlotu sąsiaduje z czterema kanałami otwartymi od strony wylotu; spaliny opuszczające układ muszą pokonać ceramiczne ścianki kanałów, zatrzymujące cząstki stałe. W celu usunięcia tych cząstek w układzie CRT zastosowano technikę tzw. ciągłej regulacji filtra. Układ ten pracuje w temperaturze 200 - 450°C. Do prawidłowego działania układu wymagana jest niska zawartość siarki w paliwie (<50ppm).